# Episodi di In aller Freundschaft (quindicesima stagione)
La quindicesima stagione della serie televisiva In aller Freundschaft è stata trasmessa in anteprima in Germania da Das Erste tra il 10 gennaio 2012 e il 20 dicembre 2012.
| nº | Titolo originale                 | Prima TV Germania |
| -- | -------------------------------- | ----------------- |
| 1  | Mit harten Bandagen              | 10 gennaio 2012   |
| 2  | Unangenehme Wahrheiten           | 17 gennaio 2012   |
| 3  | Auf Irrwegen                     | 25 gennaio 2012   |
| 4  | Streng gehütete Geheimnisse      | 31 gennaio 2012   |
| 5  | Die Stunde der Wahrheit          | 14 febbraio 2012  |
| 6  | Reise in die Vergangenheit       | 21 febbraio 2012  |
| 7  | Mit hohem Einsatz                | 28 febbraio 2012  |
| 8  | Hiobsbotschaften                 | 6 marzo 2012      |
| 9  | Schlüsselmomente                 | 13 marzo 2012     |
| 10 | Gewissensfragen                  | 20 marzo 2012     |
| 11 | Auf Biegen und Brechen?          | 27 marzo 2012     |
| 12 | Frohe Ostern überall             | 3 aprile 2012     |
| 13 | Es ist, wie es ist               | 10 aprile 2012    |
| 14 | Kampfgeist                       | 17 aprile 2012    |
| 15 | Eine Frage der Autorität         | 24 aprile 2012    |
| 16 | Neuigkeiten                      | 8 maggio 2012     |
| 17 | Bewährungsproben                 | 29 maggio 2012    |
| 18 | Einsam oder zweisam?             | 5 giugno 2012     |
| 19 | Hätte, wäre, wenn ...            | 26 giugno 2012    |
| 20 | Blinder Eifer                    | 3 luglio 2012     |
| 21 | Mit bestem Wissen                | 10 luglio 2012    |
| 22 | Hinter der Fassade               | 17 luglio 2012    |
| 23 | Wer nicht kämpft ...             | 24 luglio 2012    |
| 24 | Keine halben Sachen              | 7 agosto 2012     |
| 25 | Sehnsucht                        | 14 agosto 2012    |
| 26 | Noch mal mit Gefühl              | 21 agosto 2012    |
| 27 | Vertrauen                        | 28 agosto 2012    |
| 28 | Hoffnungsschimmer                | 4 settembre 2012  |
| 29 | Magie                            | 18 settembre 2012 |
| 30 | Wunsch und Wirklichkeit          | 25 settembre 2012 |
| 31 | Heimkehr                         | 2 ottobre 2012    |
| 32 | Sturmwarnung                     | 9 ottobre 2012    |
| 33 | Am Abgrund                       | 23 ottobre 2012   |
| 34 | Grenzverletzungen                | 30 ottobre 2012   |
| 35 | Im Eifer des Gefechts            | 6 novembre 2012   |
| 36 | Befürchtungen                    | 13 novembre 2012  |
| 37 | Schwere Stunden                  | 20 novembre 2012  |
| 38 | Unterstellungen                  | 27 novembre 2012  |
| 39 | Beim zweiten Anlauf              | 4 dicembre 2012   |
| 40 | Feuerprobe                       | 11 dicembre 2012  |
| 41 | Kurzschlussreaktion              | 11 dicembre 2012  |
| 42 | Morgen, Kinder, wird's was geben | 20 dicembre 2012  |